# Mr Bongo
Mr Bongo é uma gravadora independente, produtora de filmes e editora britânica, sediada em Brighton, especializada em world music e cinema artístico/cinema mundial.

## História
Fundada em 1989, em Berwick Street, Londres, a gravadora mudou-se para a Lexington Street e, finalmente, para a Poland Street, onde também operava uma loja de discos de hip-hop, especializada em hip-hop underground e independente, como Def Jam, Rawkus, Nervous e Big Beat. Neste mesmo ano, consolidou-se como um dos principais representantes de música latina clássica rara, especialmente brasileira, fora das Estados Unidos.
"Disorient Records" era uma sub-gravadora especializada em dance music do Japão. "Mr Bongo Bass" é uma sub-gravadora recente do Mr Bongo especializada em bass music global.
A gravadora relança muitos álbuns, incluindo o Bongo Rock da Incredible Bongo Band e a trilha sonora original do Wild Style. Eles também assinaram com bandas contemporâneas como Kit Sebastian, СОЮЗ e Bala Desejo. Além de cantores como Ana Frango Elétrico e Karol Conká.

## Mr Bongo Films
Mr Bongo Films é o selo de cinema mundial da gravadora que foi criada em 1989.
Incluindo diretores como Glauber Rocha, John Huston, Michelangelo Antonioni, Mikhail Kalatozov, Satyajit Ray, Tomás Gutiérrez Alea, Wojciech Has, Orson Welles e distribuições de filmes como O Manuscrito de Saragoça; algumas outras distribuições do Mr Bongo incluíram Eu Sou Cuba, de Mikhail Kalatozov, Deus e o Diabo na Terra do Sol, de Glauber Rocha e, de Antonioni, A Aventura.

## Artistas
- Terry Callier
- The Ipanemas
- Incredible Bongo Band
- Tom Zé
- Hollie Cook
- Prince Fatty
- Gaby Hernandez
- Ebo Taylor
- The Sylvers
- Atmosfear
- Gyedu-Blay Ambolley
- Karol Conká
- Kit Sebastian
- Shina Williams & His African Percussionists
- Jungle Brown
- Tim Maia
- Matthew Tavares
- Sven Wunder
- Bala Desejo
- Surprise Chef
- Joel Culpepper
- The Pro-Teens
- Glenn Fallows & Mark Treffel
- The Brkn Record
- Project Gemini
- Marxist Love Disco Ensemble
- СОЮЗ / SOYUZ
- Dawit Yifru
- Daniel Ögren
- Ana Frango Elétrico
- Transmission Towers
- Finn Rees
- New Regency Orchestra
- Jorga Mesfin
- Dora Morelenbaum
- Julia Mestre
- Ibex Band
- Don Glori
- mamacita
- Gabriele Poso